# Alain Veinstein
Alain Veinstein (nacido el 17 de agosto de 1942, en Cannes) es un escritor y poeta francés, ganador del premio Mallarmé. Es muy conocido como animador cultural en la radio francesa, especialmente por las entrevistas a creadores en Du jour au lendemain.

## Biografía
Alain Veinstein es un poeta francés nacido en 1942. Fue conocido desde 1974, cuando tenía amigos poetas en el grupo de escritores L'éphémère, entre los que se contaban L.-R. des Forêts o Pascal Quignard.
Creó en 1978 Les Nuits magnétiques, programa radiofónico para las noches de France Culture, la cadena cultural francesa. Fue seguido por sus entrevistas literarias en la noche en Du jour au lendemain y en otras emisiones como Surpris par la nuit y Surpris par la poésie. Como locutor fue reconocido por su cercanía y seriedad. 
En 2010, Alain Veinstein recibió el famoso Prix de la langue française por el conjunto de su obra.
En ese año de 2010 publicó Radio sauvage, con distintas reflexiones sobre su experiencia en la radio cultural: está dedicado a L.-R. des Forêts y circulan por sus páginas grandes escritores (muchos acabarán siendo amigos suyos), como Bonnefoy, Bouchet, Derrida o Quignard.
Su programa Du jour au lndemain fue suprimido en septiembre de 2014, y se prohibió su emisión de despedida del 4 de julio, por considerar que era muy subjetiva. Se puede oír en internet, y leer en un librito de las Editions du Seuil: Du jour sans lendemain.

## Novelas
- L’Accordeur, Calmann-Lévy, 1996, luego en Folio (n° 3086).
- L’Intervieweur, Calmann-Lévy, 2002, sobre un presentador radiofónico.
- Violante, Mercure de France, 1999, luego en (n° 3527).
- La Partition, Grasset, 2004, luego en  Folio (n° 4414).
- Dancing, Le Seuil, 2006.
- Cent quarante signes, Grasset, 2013
- Les Ravisseurs, Grasset, 2015

## Textos y poesía
- Répétition sur les amas, Mercure de France, 1974
- Qui l'emportera?, Le Collet de Buffle, 1974
- L'introduction de la pelle, con grabados de Lars Fredrikson, Orange Export Ltd, 1975
- Dernière fois, Orange Export Ltd, 1976
- Recherche des dispositions anciennes (ilustr. de Joël Kermarrec), Maeght, 1977
- Corps en dessous, Clivages, 1979
- Sans elle, Lettres de Casse, 1980
- Ébauche du féminin, Maeght, 1981
- Même un enfant, Le Collet de Buffle, 1988
- Une seule fois un jour, Mercure de France, 1988
- Bras ouverts, Mercure de France, 1989
- Tout se passe comme si, Mercure de France, 2001
- Bonnes soirées, Farrago, 2001
- Le développement des lignes, Le Seuil, 2009
- Radio sauvage, Le Seuil, 2010 - (Récits sur la radio)
- Voix Seule, Le Seuil, 2011
- Scène tournante, Le Seuil, 2012
- Du jour sans lendemain, Le Seuil, 2014, transcripción de la emisión del 2014 en France Inter